# Norvégia az 1936. évi téli olimpiai játékokon
Norvégia a németországi Garmisch-Partenkirchenben megrendezett 1936. évi téli olimpiai játékok egyik részt vevő nemzete volt. Az országot az olimpián 6 sportágban 31 sportoló képviselte, akik összesen 15 érmet szereztek.

## Érmesek
| Érem  | Versenyző                                                     | Sportág          | Versenyszám           |
| ----- | ------------------------------------------------------------- | ---------------- | --------------------- |
| Arany | Oddbjørn Hagen                                                | Északi összetett | Egyéni                |
| Arany | Ivar Ballangrud                                               | Gyorskorcsolya   | Férfi 500 m           |
| Arany | Charles Mathiesen                                             | Gyorskorcsolya   | Férfi 1500 m          |
| Arany | Ivar Ballangrud                                               | Gyorskorcsolya   | Férfi 5000 m          |
| Arany | Ivar Ballangrud                                               | Gyorskorcsolya   | Férfi 10 000 m        |
| Arany | Sonja Henie                                                   | Műkorcsolya      | Női egyéni            |
| Arany | Birger Ruud                                                   | Síugrás          | Egyéni, normálsánc    |
| Ezüst | Olaf Hoffsbakken                                              | Északi összetett | Egyéni                |
| Ezüst | Georg Krog                                                    | Gyorskorcsolya   | Férfi 500 m           |
| Ezüst | Ivar Ballangrud                                               | Gyorskorcsolya   | Férfi 1500 m          |
| Ezüst | Oddbjørn Hagen                                                | Sífutás          | Férfi 18 km           |
| Ezüst | Oddbjørn Hagen Olaf Hoffsbakken Sverre Brodahl Bjarne Iversen | Sífutás          | Férfi 4 × 10 km váltó |
| Bronz | Laila Schou Nilsen                                            | Alpesisí         | Női összetett         |
| Bronz | Sverre Brodahl                                                | Északi összetett | Egyéni                |
| Bronz | Reidar Andersen                                               | Síugrás          | Egyéni, normálsánc    |

## Alpesisí
Férfi
| Versenyző     | Versenyszám | Lesiklás | Lesiklás | Lesiklás | Műlesiklás | Műlesiklás | Műlesiklás | Műlesiklás | Műlesiklás | Műlesiklás | Műlesiklás | Összesítés | Összesítés |
| Versenyző     | Versenyszám | Lesiklás | Lesiklás | Lesiklás | 1. futam   | 1. futam   | 2. futam   | 2. futam   | Össz.      | Össz.      | Össz.      | Összesítés | Összesítés |
| Versenyző     | Versenyszám | Idő      | Pont     | Hely.    | Idő        | Hely.      | Idő        | Hely.      | Idő        | Pont       | Hely.      | Pont       | Helyezés   |
| ------------- | ----------- | -------- | -------- | -------- | ---------- | ---------- | ---------- | ---------- | ---------- | ---------- | ---------- | ---------- | ---------- |
| Per Fossum    | Összetett   | 5:03,2   | 94,79    | 7.       | 1:30,3     | 16.        | 1:29,7     | 11.        | 3:00,0     | 81,44      | 15.        | 88,12      | 9.         |
| Alf Konningen | Összetett   | 5:00,4   | 95,67    | 5.       | 1:29,3     | 13.        | 1:24,3     | 6.         | 2:53,6     | 84,45      | 9.         | 90,06      | 8.         |
| Birger Ruud   | Összetett   | 4:47,4   | 100,00   | 1.       | 1:31,9     | 18.        | 1:17,1     | 5.         | 2:49,0     | 86,75      | 6.         | 93,38      | 4.         |
| Sigmund Ruud  | Összetett   | 5:11,6   | 92,23    | 10.      | nem indult | nem indult | kiesett    | kiesett    | kiesett    | kiesett    | kiesett    | kiesett    | kiesett    |

Női
| Versenyző          | Versenyszám | Lesiklás | Lesiklás | Lesiklás | Műlesiklás | Műlesiklás | Műlesiklás | Műlesiklás | Műlesiklás | Műlesiklás | Műlesiklás | Összesítés | Összesítés |
| Versenyző          | Versenyszám | Lesiklás | Lesiklás | Lesiklás | 1. futam   | 1. futam   | 2. futam   | 2. futam   | Össz.      | Össz.      | Össz.      | Összesítés | Összesítés |
| Versenyző          | Versenyszám | Idő      | Pont     | Hely.    | Idő        | Hely.      | Idő        | Hely.      | Idő        | Pont       | Hely.      | Pont       | Helyezés   |
| ------------------ | ----------- | -------- | -------- | -------- | ---------- | ---------- | ---------- | ---------- | ---------- | ---------- | ---------- | ---------- | ---------- |
| Johanne Dybwad     | Összetett   | 5:32,0   | 91,69    | 8.       | 1:26,5     | 7.*        | 1:30,9     | 8.         | 2:57,4     | 80,10      | 7.         | 85,90      | 7.         |
| Laila Schou Nilsen | Összetett   | 5:04,4   | 100,00   | 1.       | 1:26,1     | 6.         | 1:17,3     | 2.         | 2:43,4     | 86,96      | 5.         | 93,48      |            |
| Nora Strømstad     | Összetett   | 5:57,4   | 85,17    | 11.      | 1:34,2     | 9.         | 1:51,1     | 16.        | 3:25,3     | 69,22      | 14.        | 77,20      | 11.        |

## Északi összetett
| Versenyző        | Sífutás | Sífutás | Sífutás | Síugrás  | Síugrás  | Síugrás  | Síugrás  | Síugrás | Síugrás | Összesítés | Összesítés |
| Versenyző        | Sífutás | Sífutás | Sífutás | 1. ugrás | 1. ugrás | 2. ugrás | 2. ugrás | Össz.   | Össz.   | Összesítés | Összesítés |
| Versenyző        | Idő     | Pont    | Hely.   | Távolság | Pont     | Távolság | Pont     | Pont    | Hely.   | Pont       | Helyezés   |
| ---------------- | ------- | ------- | ------- | -------- | -------- | -------- | -------- | ------- | ------- | ---------- | ---------- |
| Sverre Brodahl   | 1:18:01 | 225,5   | 3.      | 40,0     | 87,6     | 47,0     | 95,0     | 182,6   | 28.     | 408,1      |            |
| Oddbjørn Hagen   | 1:15:33 | 240,0   | 1.      | 42,0     | 92,4     | 46,0     | 97,9     | 190,3   | 16.*    | 430,3      |            |
| Olaf Hoffsbakken | 1:17:37 | 227,8   | 2.      | 47,0     | 97,1     | 45,5     | 94,9     | 192,0   | 13.     | 419,8      |            |
| Bernt Østerkløft | 1:21:37 | 205,1   | 6.      | 44,0     | 91,4     | 48,0     | 97,3     | 188,7   | 21.*    | 393,8      | 6.         |

* - egy másik versenyzővel azonos eredményt ért el

## Gyorskorcsolya
| Versenyző         | Versenyszám | Eredmény      | Helyezés      |
| ----------------- | ----------- | ------------- | ------------- |
| Ivar Ballangrud   | 500 m       | 43,4          |               |
| Ivar Ballangrud   | 1500 m      | 2:20,2        |               |
| Ivar Ballangrud   | 5000 m      | 8:19,6        |               |
| Ivar Ballangrud   | 10 000 m    | 17:24,3       |               |
| Hans Engnestangen | 500 m       | nem ért célba | nem ért célba |
| Hans Engnestangen | 1500 m      | 2:23,0        | 8.            |
| Harry Haraldsen   | 500 m       | 54,9          | 34.           |
| Harry Haraldsen   | 1500 m      | 2:22,4        | 7.            |
| Georg Krog        | 500 m       | 43,5          |               |
| Charles Mathiesen | 1500 m      | 2:19,2        |               |
| Charles Mathiesen | 5000 m      | 8:36,9        | 7.            |
| Charles Mathiesen | 10 000 m    | 17:41,2       | 4.            |
| Michael Staksrud  | 5000 m      | 8:38,5        | 9.            |
| Michael Staksrud  | 10 000 m    | 17:56,7       | 10.           |
| Edvard Wangberg   | 5000 m      | 8:54,7        | 20.           |
| Edvard Wangberg   | 10 000 m    | 18:15,8       | 18.           |

* - egy másik versenyzővel azonos eredményt ért el

## Műkorcsolya
| Versenyző                        | Versenyszám | Kötelező elemek   | Kötelező elemek | Kűr               | Kűr     | Összesítés                     | Összesítés                     | Összesítés                     | Összesítés                     | Összesítés                     | Összesítés                     | Összesítés                     | Összesítés                     | Összesítés                     | Összesítés        | Összesítés  | Összesítés | Összesítés |
| Versenyző                        | Versenyszám | Kötelező elemek   | Kötelező elemek | Kűr               | Kűr     | Helyezési pontszámok bírónként | Helyezési pontszámok bírónként | Helyezési pontszámok bírónként | Helyezési pontszámok bírónként | Helyezési pontszámok bírónként | Helyezési pontszámok bírónként | Helyezési pontszámok bírónként | Helyezési pontszámok bírónként | Helyezési pontszámok bírónként | Több. hely. száma | Hely. össz. | Pont       | Helyezés   |
| Versenyző                        | Versenyszám | Több. hely. száma | Hely.           | Több. hely. száma | Hely.   | 1                              | 2                              | 3                              | 4                              | 5                              | 6                              | 7                              | 8                              | 9                              | Több. hely. száma | Hely. össz. | Pont       | Helyezés   |
| -------------------------------- | ----------- | ----------------- | --------------- | ----------------- | ------- | ------------------------------ | ------------------------------ | ------------------------------ | ------------------------------ | ------------------------------ | ------------------------------ | ------------------------------ | ------------------------------ | ------------------------------ | ----------------- | ----------- | ---------- | ---------- |
| Sonja Henie                      | Női egyéni  | 5×1+              | 1.              | 4×1+              | 1.      | 1,0                            | 1,0                            | 1,0                            | 1,0                            | 1,0                            | 1,5                            | 1,0                            |                                |                                | 6×1+              | 7,5         | 2971,4     |            |
| Nanna Egedius                    | Női egyéni  | nem fejezte be    | nem fejezte be  | kiesett           | kiesett | kiesett                        | kiesett                        | kiesett                        | kiesett                        | kiesett                        | kiesett                        | kiesett                        |                                |                                | kiesett           | kiesett     | kiesett    | kiesett    |
| Randi Bakke Christen Christensen | Páros       |                   |                 |                   |         | 14,0                           | 15,0                           | 16,0                           | 16,0                           | 14,5                           | 15,0                           | 12,0                           | 13,5                           | 16,0                           | 6×15+             | 132,5       | 74,0       | 15.        |

## Sífutás
| Versenyző                                                     | Versenyszám     | Eredmény      | Helyezés      |
| ------------------------------------------------------------- | --------------- | ------------- | ------------- |
| Oddbjørn Hagen                                                | 18 km           | 1:15:33       |               |
| Olaf Hoffsbakken                                              | 18 km           | 1:17:37       | 5.            |
| Bjarne Iversen                                                | 18 km           | 1:18:56       | 9.            |
| Arne Rustadstuen                                              | 18 km           | 1:18:13       | 6.            |
| Trygve Brodahl                                                | 50 km           | 3:50:14       | 11.           |
| Kåre Hatten                                                   | 50 km           | 3:50:37       | 12.           |
| Per Samuelshaug                                               | 50 km           | nem ért célba | nem ért célba |
| Arne Tuft                                                     | 50 km           | 3:41:18       | 6.            |
| Oddbjørn Hagen Olaf Hoffsbakken Sverre Brodahl Bjarne Iversen | 4 × 10 km váltó | 2:41:39       |               |

## Síugrás
| Versenyző          | 1. ugrás | 1. ugrás | 1. ugrás | 2. ugrás | 2. ugrás | 2. ugrás | Összesítés | Összesítés |
| Versenyző          | Távolság | Pont     | Hely.    | Távolság | Pont     | Hely.    | Pont       | Helyezés   |
| ------------------ | -------- | -------- | -------- | -------- | -------- | -------- | ---------- | ---------- |
| Reidar Andersen    | 74,0     | 113,5    | 4.       | 75,0     | 115,4    | 2.       | 228,9      |            |
| Arnholdt Kongsgård | 74,5     | 111,6    | 6.       | 66,0     | 106,1    | 12.      | 217,7      | 8.         |
| Birger Ruud        | 75,0     | 114,9    | 2.       | 74,5     | 117,1    | 1.       | 232,0      |            |
| Kåre Walberg       | 73,5     | 113,7    | 3.       | 72,0     | 113,3    | 4.       | 227,0      | 4.         |

* - egy másik versenyzővel azonos eredményt ért el